# Subskription

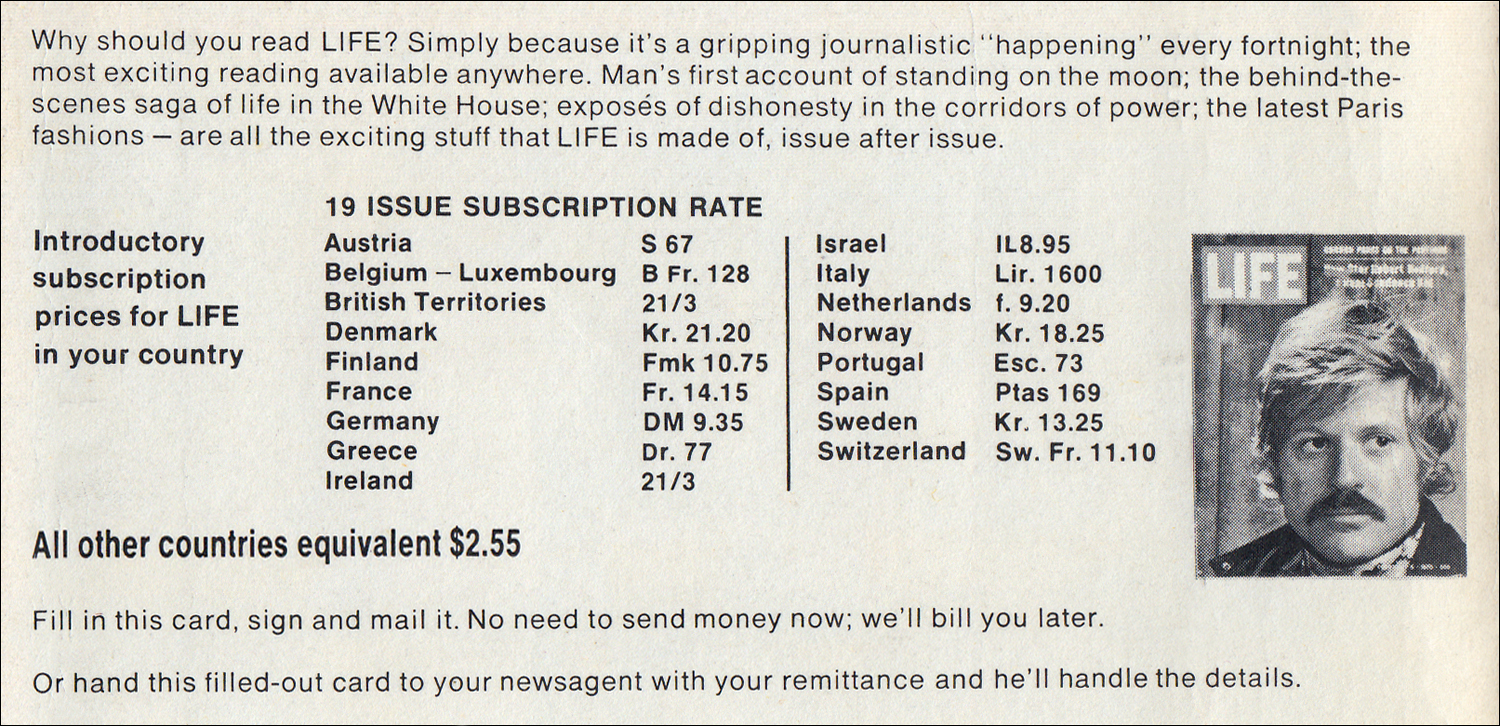
Ein Subskription von LIFE 1970, der deutsche Preis betrug damals 19 Ausgaben für DM 9.35

Die Subskription ist, ähnlich dem Abonnement bei Zeitschriften, ein Vorabverkaufsverfahren im Buchhandel, in der klassischen Musik, im Aktiengeschäft, im Softwarevertrieb und im Weinhandel. Der Begriff ist aus dem Lateinischen sub ‚unter‘ und scribere ‚schreiben‘ abgeleitet und heißt ‚unterschreiben‘ oder ‚eine Unterschrift leisten‘. Der englische Begriff subscription wie auch der französische Begriff souscription werden allgemein auch im Sinne von ‚Abonnement‘ verstanden.

## Buchhandel
Das Verfahren der Subskription wurde im 17. Jahrhundert auf dem deutschen Buchmarkt eingeführt, um das Erscheinen von Werken, die höchstwahrscheinlich aufgrund ihres speziellen Inhalts, ihrer künstlerischen Gestaltung oder aufgrund ihres geplanten Umfangs nur schwer verkäuflich sein würden, zu ermöglichen. Dieses Verfahren wurde auch im Buchhandel des 18. Jahrhunderts weiterhin genutzt, um beispielsweise bei Kupferstichwerken, mehrbändigen Enzyklopädien oder wissenschaftlicher Fachliteratur eine der Nachfrage angepasste Auflagenhöhe zu ermitteln und die Deckung der Herstellungskosten zu gewährleisten. Eine besondere Form der Subskription war die Pränumeration, bei der das Werk zusätzlich im Voraus bezahlt werden musste.
Häufig waren in dieser Zeit die bekanntesten Subskribenten oder Pränumeranten mit Name, Beruf, Wohnort u. a. auf einer Liste im Titelbogen des Werkes genannt. Diese gedruckten Subskribenten-Pränumeranten-Listen sind wegen ihrer Personalangaben wertvolle Quellen für die allgemeine zeitgenössische Literaturgeschichte und Literatursoziologie des Bildungsbürgertums des 18. und 19. Jahrhunderts sowie für die Biografie und Genealogie der individuellen Subskribenten. Auswertungen einzelner Bücher und ihrer Subskribentenlisten sind bereits veröffentlicht. Am besten erforscht ist Friedrich Klopstocks (1724–1803) Gelehrtenrepublik und seine große Subskribentenwerbung.
Die Buchsubskription ist von der vorherigen Subskribentenwerbung vor allem durch gedruckte Zeitungs- und Zeitschriftenanzeigen besonders in allgemeinen und Literatur-Intelligenzblättern abhängig. Diese Anzeigen enthalten Titel und Inhalt der geplanten Veröffentlichung sowie die Namen der hoffnungsvollen Autoren. Die Subskription stellt daher auch ein besonderes Kapitel der Medien- und Werbungsgeschichte dar.
Heute ist die Subskription im Buchhandel eine verbindliche Vorbestellung über Buchhändler oder vom Subskribentenkunden. Diese erhalten dafür manchmal einen Preisnachlass (bezogen auf den Nettoladenpreis, der durch die Buchpreisbindung festgelegt ist).

## Musik
In der Musik gab es die Subskription auf Konzerte. Wolfgang Amadeus Mozart z. B. veranstaltete nach seinem Ausscheiden als angestellter Hofmusiker im Erzstift Salzburg 1781 als einer der ersten freiberuflichen Musiker der ernsten Musik kommerzielle Sinfoniekonzerte (sogenannte „Akademien“) auf Subskription. Das geschah in der Weise, dass er in Musikalienhandlungen Subskriptionslisten auf seine kommenden Konzerte auslegte, in die sich diejenigen, die diese Konzerte besuchen wollten, eintrugen. Ob Mozart der Erste war, der sich dieser Methode bediente, und ob nach ihm auch andere freie Musiker, etwa Ludwig van Beethoven, ihre Konzerte so veranstalteten, ist noch unerforscht. Ob diese musikalischen Subskriptionen nur unverbindliche Absichtserklärungen oder schon juristisch verbindliche Vertragsabschlüsse waren, ist ebenfalls noch nicht erforscht.

## Aktien
Eine Art Subskriptionsverfahren auf Aktien gibt es bei Börsengängen von Unternehmen, die in eine Aktiengesellschaft umfirmieren möchten oder eine Kapitalerhöhung an die Börse bringen. Die Banken, die dieses Verfahren organisieren, bieten ihren Kunden die neuen Aktien zum Kauf zu vorab festgelegten Bedingungen an. Oftmals sind dann die jungen Aktien „mehrfach überzeichnet“, wenn z. B. für 100.000 neu auszugebende Aktien Kaufgesuche für 700.000 Stück vorliegen.
Gleich am ersten offiziellen Börsentag werden die jungen Aktien oft in hohen Stückzahlen gehandelt: die ersten Anteilserwerber haben hierdurch oftmals die Möglichkeit, mit hohem Gewinn ihre Aktien gleich weiter zu verkaufen.

## Weinhandel

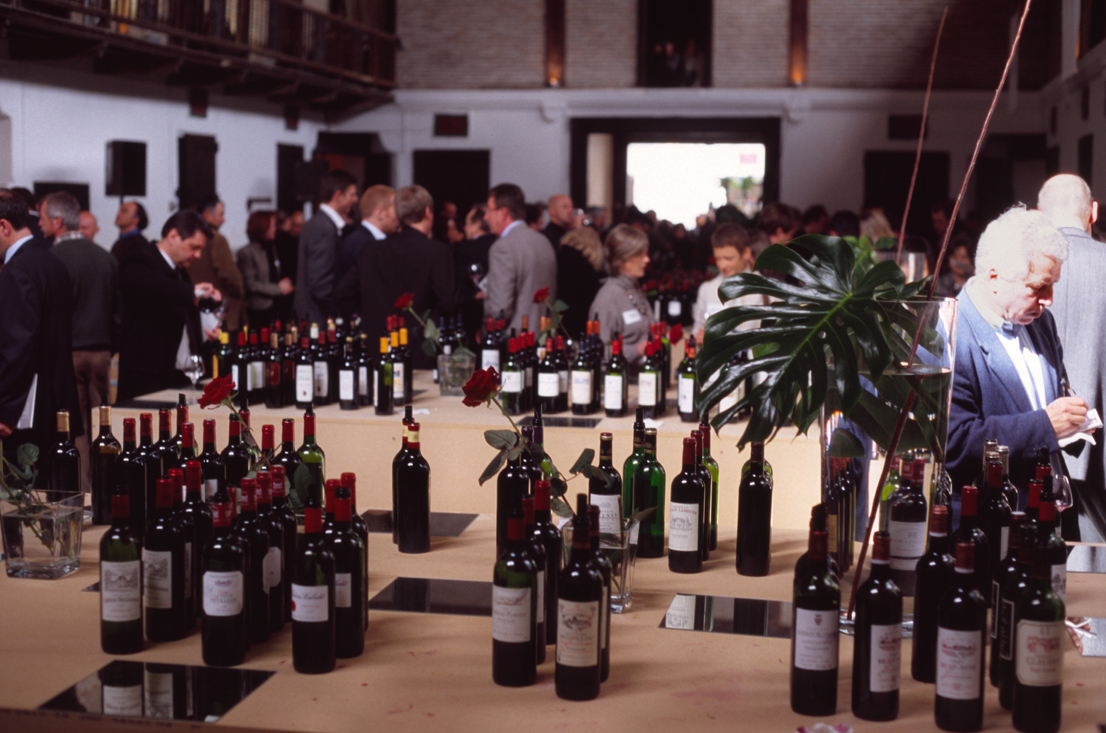
Degustation von Fassproben des 2007er Bordeaux im April 2008

Im Weinhandel muss der subskribierte Wein bezahlt werden, bevor der junge Wein in die Flaschen abgefüllt ist. In einzelnen Fällen ist der junge Wein nach seiner Bezahlung noch weitere drei Jahre auf dem Weingut in Fässern gelagert, bevor er in Flaschen gefüllt wird und an die Verbraucher ausgeliefert wird. Beim Sauternes-Süßwein von Château d’Yquem beträgt die Wartezeit vier Jahre.
Anders ausgedrückt, ist die Subskription auch eine Spekulation: man setzt darauf, dass der Wein bis zu seiner Auslieferung im Wert steigen wird. Man geht im Grunde ein Warentermingeschäft ein. Die Subskription von Wein ist vorrangig bei Bordeaux-Weinen zu finden, nur vereinzelt gibt es Weingüter in anderen Gegenden wie biespielsweise der Rhône, die ein gleiches Verfahren verwenden. In Deutschland gibt es einige Große Gewächse, die nur über eine Subskription erhältlich sind.
Eine außerordentliche Besonderheit ist der Subskriptionsverkauf per Käuferliste. Dieses Verfahren wendet das Weingut Domaine Romanée-Conti im Burgund an. Die Interessenten schreiben sich in eine Liste ein, von der nur die obersten hunderte Plätze zum Zug kommen. Die Platzinhaber müssen den Wein nach Zuteilung zum vom Weingut einseitig festgesetzten Preis zahlen. Wer nicht zahlt, fällt aus der Liste, und wird voraussichtlich auf lange Jahre keine Chance mehr haben, den Wein direkt beziehen zu können. Die Domaine informiert jeweils im Abstand mehrerer Jahre, auf welche Rangstelle ein Interessent vorgerückt ist.

## Software
Im Softwarevertrieb wird klassisch die Lizenz für eine Vollversion (Erstkauf) direkt vom Hersteller oder indirekt über einen Zwischenhändler verkauft. Die später notwendigen Upgrades (also neue Versionen) werden ebenfalls aufwendig und somit teuer direkt oder indirekt vertrieben. Zunehmend gehen die Softwarehersteller dazu über, die Upgrades im Subscriptionsverfahren, also jeweils ein Jahr vorab, zu verkaufen. Das reduziert die Vertriebskosten und entbindet den Softwarehersteller von den hohen Haftungsauflagen des Mietvertrages nach deutschem Recht. Die reduzierten Vertriebskosten werden meist an den Konsumenten in Form eines günstigeren Preis weitergegeben. Um nicht indirekt unter das Mietrecht zu fallen, haben Subscriptionsverträge meist eine Laufzeit von nur einem Jahr und verlängern sich nicht automatisch. Der Kunde, sogenannter Anwender, muss diese Verlängerung von sich aus veranlassen. Um dies zu erleichtern, erinnern die Softwarehersteller meist ihre Kunden per Post oder E-Mail an diese Notwendigkeit.
Dieses Vertriebsmodell wird unter anderem auch gewählt, wo die Softwarewartungsverträge als laufende „Fixkosten“ in den Unternehmen zunehmend als Kostenverursacher in Verruf kamen und somit vermieden wurden.

## Sonstiges
Man bezeichnet es auch als Subskription, wenn für ein Denkmal o. ä. gesammelt wird – siehe zum Beispiel das Denkmal zu Ehren von Frederik Rudbek Henrik von Bülow oder das Mozart-Denkmal in Salzburg. Die Subskribenten zahlen nur und erst dann, wenn die Bezahlung des Sammlungszwecks gesichert ist.
Der Bildhauer John Gibson wurde 1817 nach Rom geschickt. Sein Entdecker hatte zuvor eine Subskription veranstaltet. Mit dem so zusammengebrachten Geld konnte er die Reise finanzieren.

## Bekannte Beispiele
Als Verleger gehörte John Ogilby zu den Pionieren der Subskription im englischen Verlagsgeschäft des 17. Jahrhunderts.
John Walsh (gestorben 1736) war ein englischer Musikverleger und Instrumentenbauer. Er veröffentlichte ab 1695 Musikstücke in einer bis dahin nicht gekannten Auflagenstärke. Er verstand es, durch Werbung, Subskriptionen und Verteilung von kostenlosen Probeexemplaren seinen Verlag zu fördern. 1711 zog er aus dem Druck von Georg Friedrich Händels Oper Rinaldo einen großen Gewinn. Sein Sohn John Walsh jr. (1709–1766) vertiefte ab 1730 die Beziehungen zu Händel und veröffentlichte sämtliche Spätkompositionen von Händel.
1750 verfasste Denis Diderot einen in ganz Europa verschickten Prospekt, in dem er Interessenten zur Subskription der Encyclopédie aufrief. 1751 erschienen die beiden ersten Bände der Encyclopédie ou Dictionnaire raisonné des sciences, des arts et des métiers („Enzyklopädie oder (alphabetisch) geordnetes Lexikon der Wissenschaften, Künste und Gewerbe, von einer Autorengemeinschaft“). Der buchhändlerische Erfolg und die Wirkung des Werkes waren enorm.
Die Societas Bipontina war ein 1778 bis 1811 tätiger Verlag für Werke antiker griechischer und lateinischer Autoren. Der Verlag verpflichtete sich, seinen Subskribenten monatlich einen Band zu 368 Seiten gegen Vorauszahlung von sieben Batzen zu liefern. Fehlende oder hinzukommende Bögen wurden ab- bzw. zugerechnet. 1783 gab es 889 Subskribenten; diese subskribierten etwa 1350 Exemplare. Zwischen 1779 und 1811 ließ die Societas Bipontina insgesamt 215 Bände im (Groß-)Oktavformat als Serie in gleicher Aufmachung mit gut lesbarer Schrift und fehlerfreiem Satz erscheinen (sog. Editiones Bipontinae).
1840 wurde die 1840 „Liverpool Philharmonic Society“ gegründet. In dieser konnten Bürger Anteile zur Finanzierung des Royal Liverpool Philharmonic Orchestra erwerben, die gleichzeitig einen Subskriptionscharakter hatten.
1906 erschien in Wien auf Subskriptionsbasis – um die damalige Zensur zu umgehen – das Buch „Josefine Mutzenbacher. Die Geschichte einer Wienerischen Dirne. Von ihr selbst erzählt.“